# Medicina antroposófica

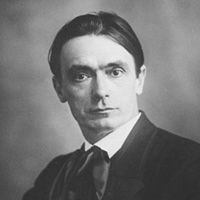
Rudolf Steiner (1861-1925) ―cofundador de la medicina antroposófica― en 1907.

La medicina antroposófica es una medicina alternativa considerada como pseudoterapia basada en la antroposofía de Rudolf Steiner (1861–1925), quien, a partir del año 1920 empezó a desarrollarla en colaboración con Ita Wegman (1876–1943).
Utiliza diferentes terapias, algunas de ellas, como la eurritmia curativa, el masaje rítmico o la psicoterapia antroposófica, desarrolladas según los principios antroposóficos, y otras no exclusivas de ella, como la terapia artística, la musicoterapia, la balneoterapia y la equitación terapéutica. Como medicamentos se prescriben sustancias obtenidas de vegetales, de animales, y de minerales presentes en la naturaleza, preparadas según los procedimientos antroposóficos.  El enfoque antroposófico relaciona las enfermedades con eventos biográficos que influyen sobre el cuerpo, el alma y el espíritu de la persona. De acuerdo con sus afirmaciones sobre el registro akhásico, también sostiene que las vidas anteriores del paciente pueden tener influencia en sus enfermedades actuales.

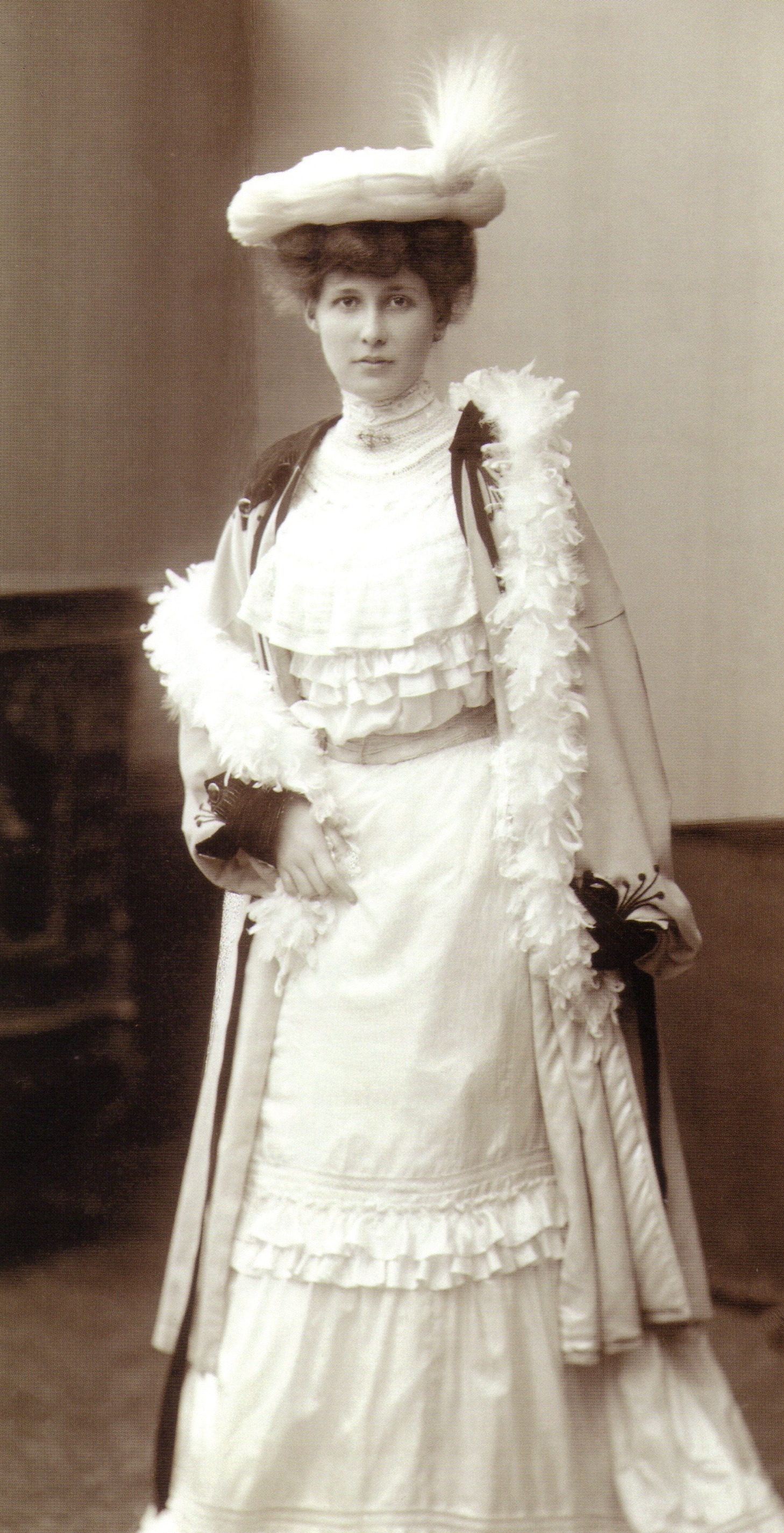
Ita Wegman ―cofundadora de la medicina antroposófica― antes de 1900, en Berlín.

El sistema médico antroposófico integral fue fundado en 1920 por Rudolf Steiner (1861-1925) junto con Ita Wegman (1876-1943) como una extensión de la medicina convencional, sobre la base doctrinal de la antroposofía, la farmacia antroposófica y los tratamientos médicos convencionales ―incluyendo la cirugía―. Se emplean medicamentos antroposóficos si es necesario.
Los médicos antroposóficos deben tener un título en medicina convencional de una escuela de medicina certificada y, si es posible, alguna especialización.
En el año 2000 había prácticas médicas antroposóficas en 80 países en todo el mundo.
El ministerio de sanidad español la incluyó en el año 2019 en un listado de pseudociencias.

## Fundamentos
Según sus practicantes, la medicina antroposófica pretende enlazar la antroposofía de Rudolf Steiner con la medicina científica académica o medicina basada en evidencias, por ello rechazan calificarla como una medicina alternativa.

La medicina antroposófica se basa en el concepto de Steiner de que la conciencia espiritual es la base de la salud individual y de la salud de la sociedad. Steiner cree que muchos de los más antiguos sistemas de curación, como la medicina tradicional china, medicina ayurvédica y medicina tibetana, se basan en una percepción espiritual del mundo que la ciencia moderna ha perdido. Steiner quería desarrollar medicamentos para ponernos en contacto con la espiritualidad, y al mismo tiempo, mantener y usar sabiamente los beneficios de la ciencia y de la tecnología. Por lo tanto, la medicina convencional necesita extenderse más allá de la ciencia física para que incluya una ciencia espiritual integral.
Medicina antroposófica

### Hipótesis
La medicina antroposófica se basa en la visión del ser humano según la antroposofía, que considera que el paciente consta de:
- Constitución física: el cuerpo físico —y lo que puede revelar de él su examen físico—.
- Organización vital: el cuerpo etérico.
- Organización psicológica: el cuerpo astral, entendido como el sustento de la conciencia y las emociones.
- Y el ego libre, capaz de autorreflexión (psicología del yo).

### Relación con los eventos vitales del paciente
La medicina antroposófica postula que las enfermedades son consecuencias de eventos vitales mal experimentados o no superados, y que por ello son necesarias y útiles como llamadas de atención y obligan a realizar cambios. Desde este planteamiento, el objetivo del médico no sería restaurar el estado del paciente previo a la enfermedad, sino más bien alcanzar un nuevo estado más saludable.
Otro de los postulados antroposóficos, —el de los períodos de siete años en el desarrollo de la vida humana— también se considera en la interpretación del significado de una enfermedad.
Bajo un análisis superficial podría parecer que entronca la medicina antroposófica con los descubrimientos de la psiconeuroinmunología, pero la idea antroposófica de la enfermedad como un castigo o influencia mística carece de evidencias.

### Doctrina de la forma de las plantas
De forma similar a los médicos medievales, que creían en la llamada teoría de las signaturas, la medicina antroposófica sostiene que las propiedades de las plantas pueden ser identificadas según su aspecto:

Las plantas que crecen cerca del agua suelen ser fuertes, con grandes hojas de color verde oscuro que se marchitan y se rompen fácilmente.... Una excepción es el sauce blanco, un árbol que siempre crece cerca del agua y le encanta la luz. Sin embargo, a diferencia de otras plantas "acuosas", el sauce tiene hojas excelentes, casi secas y se ve muy ligero... Sus ramas son increíblemente duras. Son elásticas y no se pueden quebrar. Se doblan con facilidad y forman "junturas" en lugar de romperse. Estas pocas características pueden darnos la clave de para qué se puede utilizar terapéuticamente el género "salix": artritis, deformación de las articulaciones, inflamación de las articulaciones...

Cabe señalar que las plantas que viven cerca del agua no tienen necesariamente estas características. La forma de las plantas no ha servido como indicio para descubrir nuevas propiedades medicinales, por lo que esa relación no se tiene ya en cuenta en investigación.

### La sangre se mueve sola: el corazón no la bombea
Steiner afirmaba que la sangre es impulsada por sí misma, por su propia dinámica biológica, y se impulsa inducida por «momentos del corazón». Daba como ejemplo el descubrimiento de un embrión femenino que ―según Steiner― vivió hasta el final sin corazón.

### Minimizar la prescripción de medicamentos
Los médicos antroposóficos se oponen al uso de medicamentos, especialmente antibióticos, antipiréticos y psicofármacos, y rechazan totalmente la vacunación. Algunos niños tratados por ellos están vacunados solo contra el tétanos y la poliomielitis.

## Los estudios de eficacia
En 2005, un estudio del gobierno suizo identificó 178 estudios clínicos de la medicina antroposófica.
Sin embargo, para muchos tratamientos utilizados en la medicina antroposófica, no se han hecho pruebas de eficacia a través de la medicina basada en hechos (otro nombre se utilizó: cfr. medicina basada en la evidencia). Son pruebas bajo un estricto control médico.

### Tratamiento de muérdago contra el cáncer
El uso de extractos de muérdago en el tratamiento del cáncer fue propuesto por primera vez por Rudolf Steiner y desarrollado por investigadores antroposóficos;
hoy en día es probablemente el tratamiento antroposófico mejor conocido. Varios de los medicamentos están disponibles en Europa Central y son prescritos como tratamiento dentro de la llamada medicina alternativa. En cambio, en Estados Unidos, los extractos de muérdago no pueden ser distribuidos ni importados salvo para el propósito de la investigación clínica.
Los extractos de muérdago se han mostrado efectivos para destruir las células cancerosas in vitro y en estudios preclínicos (en animales), pero los estudios realizados en el ser humano son de pequeño tamaño de muestra y sin doble ciego, por tanto, la evidencia de su eficacia como tratamientos contra el cáncer es débil, y su seguridad no es bien conocida.
Aproximadamente 30 tipos de extractos de muérdago se utilizan en medicina antroposófica; el más utilizado es el conocido como Iscador. Los tratamientos con muérdago tienen efectos secundarios que pueden ser graves: existe registro del caso de un paciente alérgico al muérdago que entró en shock anafiláctico.
También han sido reportados enrojecimiento, dolor e inflamación subcutánea en el punto de inyección. Otro estudio de caso describe cómo la inflamación apareció, tras la curación del tumor cancerígeno con el tratamiento clínico, aparentando ser un nuevo tumor y requiriendo cirugía para su extirpación
La postura del National Cancer Institute (Estados Unidos) con respecto al muérdago es la siguiente:

Los extractos de muérdago se han demostrado eficaces para destruir las células cancerosas en el laboratorio y para estimular el sistema inmune (el grupo complejo de órganos y células que defiende al cuerpo contra infecciones y enfermedades), razón por la cual el muérdago ha sido clasificado como un tipo de modificador de la respuesta biológica (una sustancia que estimula la respuesta del cuerpo a la infección y la enfermedad). Los extractos de muérdago también se han demostrado eficaces en el laboratorio para prevenir el crecimiento de nuevos vasos sanguíneos que permitan a nuevos tumores aparecer.... Sin embargo, en este momento no hay suficiente evidencia para recomendar el uso del muérdago como tratamiento para el cáncer, excepto en ensayos clínicos cuidadosamente diseñados. Estos ensayos permitirán obtener más información acerca de si el muérdago puede ser útil en el tratamiento de ciertos tipos de cáncer.
National Cancer Institute (Estados Unidos)

#### Reseñas
- Un estudio concluyó: "Aunque no hay evidencia de laboratorio de que la actividad biológica puede ser beneficiosa para pacientes con cáncer, la evidencia del beneficio clínico de estudios en seres humanos sigue siendo débil y no concluyente, debido a que las investigaciones no garantizan la ausencia de efectos secundarios graves y a la limitada evidencia de que los productos de muérdago puedan ofrecer ventajas terapéuticas".[36]
- El Instituto Nacional del Cáncer (de Estados Unidos) ha concluido que el extracto de muérdago se ha demostrado efectivo para destruir células cancerosas en el laboratorio y para estimular el sistema inmunológico de los animales,[37]pero no hay evidencia de que el muérdago pueda estimular el sistema inmunológico en los seres humanos. La revisión del Instituto sugiere que muchos estudios sobre los efectos en seres humanos tienen debilidades importantes que ponen en duda la fiabilidad de sus resultados;[38] En la actualidad, no se puede recomendar el uso del muérdago fuera del contexto de ensayos clínicos bien diseñados. Dichos ensayos serán valiosos para determinar con mayor claridad si el muérdago puede ser útil en el tratamiento de subgrupos específicos de pacientes con cáncer.[39]
- De acuerdo con la Sociedad Americana del Cáncer, "Una serie de experimentos de laboratorio sugieren que el muérdago puede tener el potencial para tratar el cáncer, pero estos resultados aún no se han reflejado en los ensayos clínicos. La evidencia disponible de ensayos clínicos bien diseñados que han estudiado el muérdago no apoyan las reivindicaciones que el muérdago podría mejorar la duración o la calidad de vida. La revisión cuidadosa de la evidencia de estudios clínicos controlados realizados en humanos indica que el muérdago no tiene una importante actividad anti-tumoral. La mayor parte de los estudios que se han encontrado resultados positivos de muérdago extracto en el tratamiento o la prevención del cáncer no se consideran científicamente confiables.... Los investigadores están trabajando para identificar los componentes más importantes, que se cree que son las lectinas (proteínas). Los experimentos de laboratorio también sugieren que el muérdago aumenta la actividad de los linfocitos, que son células que atacan a los organismos invasores."[32]
- Un profesor de Medicina Complementaria, Edzard Ernst, ha sugerido que existe el riesgo de que algunos pacientes opten por abandonar otros tratamientos del cáncer.[40]

## Historia

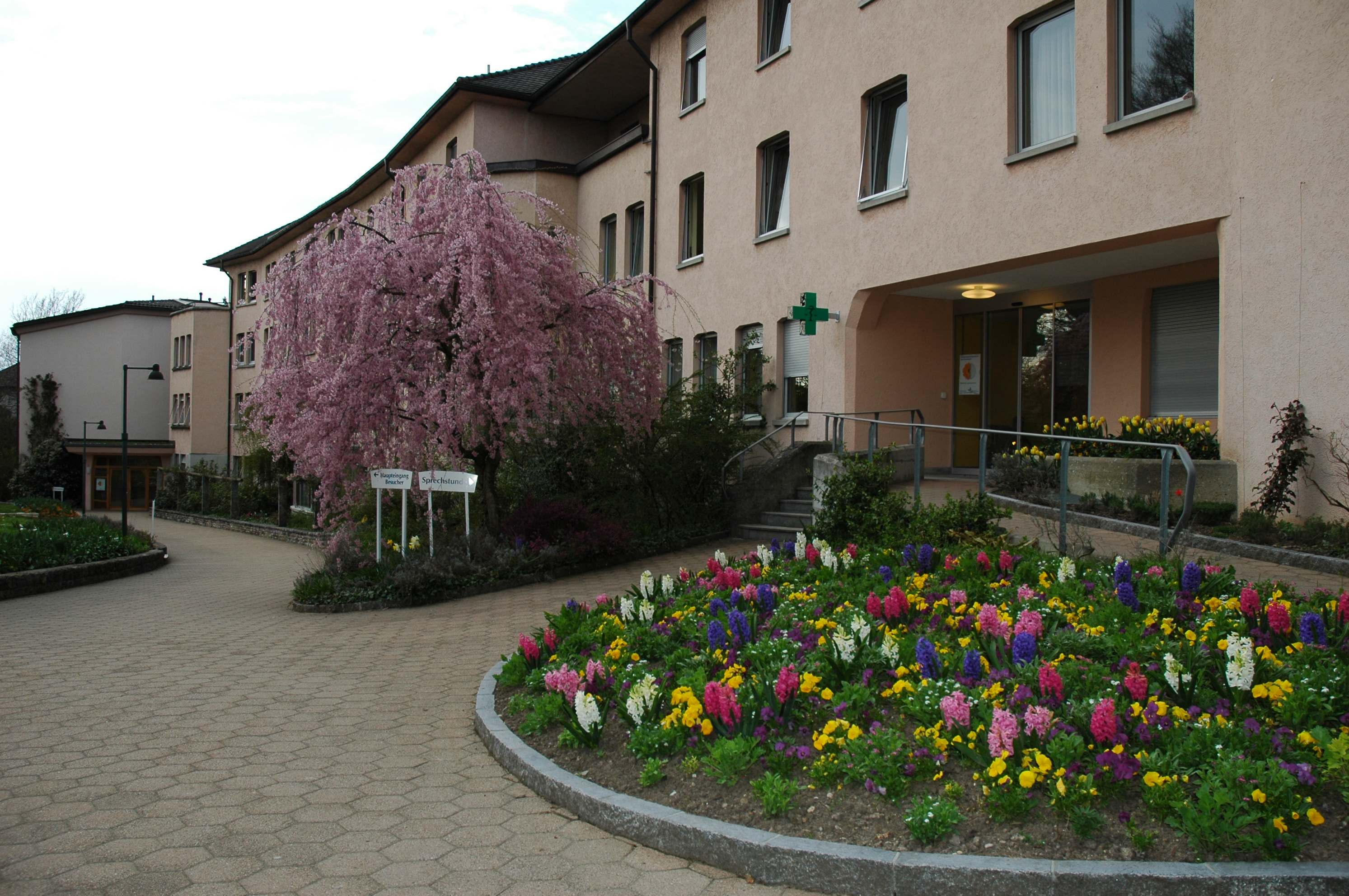
La clínica Ita Wegman.

Los primeros pasos hacia un enfoque a la medicina antroposófica se hicieron antes de 1920, cuando médicos homeopáticos y farmacéuticos comenzaron a trabajar con Rudolf Steiner, quien recomendó nuevas sustancias medicinales, así como los métodos específicos para la preparación de estos. En 1921, la Dra. Ita Wegman abrió la primera clínica médica antroposófica, ahora conocida como la Clínica Ita Wegman, en Arlesheim (Suiza).
Wegman pronto se le unió una serie de otros médicos. Se comenzó a capacitar a los enfermeros antroposóficos primero para la clínica.
A petición de Wegman, Steiner visitó regularmente a la clínica y sugirió una serie de tratamientos para los pacientes en particular. Entre 1921 y 1925, también dio varias series de conferencias sobre medicina. En 1925, Wegman y Steiner escribió el primer libro sobre el enfoque a la medicina antroposófica, Fundamentos de la terapia.
La clínica fue ampliada y pronto abrió una sucursal en Ascona. Wegman pronunciado numerosas conferencias, visitando Holanda e Inglaterra en particular, con frecuencia, y un número cada vez mayor de médicos comenzaron a incluir el enfoque antroposóficos en sus prácticas. Una clínica de cáncer, la Clínica Lukas, abrió sus puertas en Arlesheim en 1963.

### La historia moderna y la prevalencia de la práctica
Hay alrededor de 28 hospitales antroposóficos, en los departamentos de los hospitales, centros de rehabilitación y sanatorios en Alemania, Suiza, Suecia, Países Bajos, Gran Bretaña, Italia, Estados Unidos y Brasil, así como más de 140 policlínicas en todo el mundo. Cuatro de los hospitales antroposóficos de Alemania y Suiza son patrocinados por el Estado, tres son hospitales universitarios de enseñanza bajo la égida de las universidades cercanas. Tres universidades europeas (Berna, Hamburgo y Witten/Herdecke) tienen cátedras en la medicina antroposófica y otras universidades ofrecen cursos de práctica. La medicina antroposófica es reconocidoa en Alemania junto con la homeopatía y la fitoterapia, en el marco del Ley de Medicamentos y tiene su propio comité en el Instituto Federal de Medicamentos y Productos Sanitarios.
El tratamiento médico antroposófico ha sido una especialidad reconocida en la política gubernamental suiza de salud desde 1999.
La Federación Internacional de Asociaciones Médicas Antroposóficas estima que actualmente hay unos 2000 médicos antroposóficos en todo el mundo. Con base en el número de recetas se ha estimado que los medicamentos antroposóficos están prescritos por más de 30.000 médicos.

## Controversia
La crítica más específica a este tipo de medicina surge de la oposición de los practicantes de la antroposófica a la inmunización, y por ende, a las vacunas. Un estudio en niños de Suecia pertenecientes a escuelas antroposóficas muestra que solo el 18 % recibió la vacuna triple vírica, en comparación con el 98 % de los colegios no antroposóficos.
En 2003, en Coburgo (Alemania) se identificó que el foco de origen de una epidemia de sarampión se encontraba en un colegio antroposófico Waldorf para niños.

### Artículos de revisión publicados
- Ernst, Edzard (2004): «Medicina antroposófica: una revisión sistemática de ensayos clínicos aleatorios». En: Klinische Wiener Wochenschrift, 116 (4): págs. 128-130, ISSN 0043-5325, PMID 15038403.
- Kienle, G. H., y Kiene, H. (2007): «Complementos a la terapia del cáncer: una revisión sistemática de ensayos clínicos prospectivos en los extractos de muérdago». En European Journal of Medical Research, 12: págs. 103-119, PMID 17507307. (Consultado el 10/29/2007).
- «El muérdago y el cáncer», (Cartas de Townsend), octubre de 2002.

### Libros
- Bott, Víctor: Introducción a la medicina antroposófica, ISBN 1-85584-177-0
- Bott, Víctor: La ciencia espiritual y el arte de la curación. ISBN 0-89281-636-8
- Denjean, Barbara y Dietrich von Bonin: Habla terapéuticas antroposóficas. ISBN 0-86315-418-2.
- Douch, Geoffrey: Medicina para la persona entera: una guía para el tratamiento antroposófico. ISBN 0-86315-362-3.
- Evans, Michael e Iain Rodger: La curación completa. ISBN 0-88010-489-9
- Goebel, Wolfgang, y Michaela Glöckler: Guía de la salud del niño. ISBN 0-86315-390-9.
- Hauschka, Rodolfo, La naturaleza de la sustancia, ISBN 1-85584-122-3.
- Hauschka, Rudolf: Nutrición. ISBN 1-85584-117-7
- Rey, Francisco X., y Rudolf Steiner: Medicina holística, ISBN 0-89254-015-X.
- Leviton, Richard: Hoy en día la medicina antroposófica. ISBN 0-88010-265-9.
- Linden Zur, Guillermo: Un niño nace. ISBN 1-85584-192-4.
- Mees, L. F. C.: Santísimo por la enfermedad, ISBN 0-88010-054-0
- Mees, L. F. C.: Secretos del esqueleto: forma en la metamorfosis. ISBN 0-88010-087-7
- Murphy, Christine (ed.): Iscador: la terapia del muérdago y el cáncer, ISBN 1-930051-76-X
- Murphy, Christine (ed.): Medicina práctica, cuidado del hogar: un acercamiento natural, ISBN 1-930051-09-3
- Murphy, Christine: El dilema de la vacunación. ISBN 1-930051-10-7
- Pressel, Simeon: «El movimiento es curación», ISBN 978-84-939022-7-8.
- Renzenbrink: La dieta y el cáncer, ISBN 0-85440-766-9.
- Steiner, Rudolf, e Ita Wegman: Ampliación de medicina práctica. ISBN 1-85584-080-4
  - Publicado también como Fundamentos de la terapia, ISBN 0-7661-4688-X
- Steiner, Rudolf y Weisz, Paul B.,La angiogénesis: Principios fundamentales-ciencia-tecnología-medicina, ISBN 0-8176-2674-3
- Wolff, Otto y Friedrich Husemann: El enfoque de medicina antroposófica. ISBN 0-88010-031-1.
- Wolff, Otto: Remedios caseros: los tratamientos herbarios y homeopáticos para el uso en el hogar, ISBN 0-88010-362-0
- Zieve, Roberto: Medicina saludable. ISBN 0-88010-560-7.

### Conferencias de Rudolf Steiner
- Los buques rotos: la estructura espiritual de la fragilidad humana, Lipson Michael (ed.). ISBN 0-88010-503-8.
- Fundamentos de medicina antroposófica, ISBN 0-936132-80-9.
- Medicina geográfica: el secreto del doble. ISBN 0-936132-06-X
- El proceso de curación: Catherine Espíritu, la naturaleza y nuestros cuerpos, Creeger E. (ed.). ISBN 0-88010-474-0
- Introducción a la medicina antroposófica (Fundamentos de la medicina antroposófica, volumen 1). ISBN 0-88010-463-5
- Medicina: una conferencia introductoria. Maendl Andrew (ed.). ISBN 1-85584-133-9
- Fisiología oculta ISBN 1-85584-141-X
- Medicina Pastoral: El Grupo de Trabajo Colegial de médicos y sacerdotes. ISBN 0-88010-253-5